# Haplodiscus obtusus
Haplodiscus obtusus är en plattmaskart som beskrevs av Böhmig 1895. Haplodiscus obtusus ingår i släktet Haplodiscus och familjen Convolutidae. Inga underarter finns listade i Catalogue of Life.